# Deutsche Botschaft Damaskus
Die Deutsche Botschaft Damaskus ist die diplomatische Vertretung der Bundesrepublik Deutschland in der Arabischen Republik Syrien. Die Botschaft war zwischenzeitlich von 2012 bis 2025 aufgrund des Bürgerkriegs geschlossen. Die diplomatischen Beziehungen wurden jedoch während der Schließung niemals abgebrochen.

## Lage und Gebäude
Das bis zu der vorläufigen Schließung genutzte Kanzleigebäude der Botschaft befindet sich im zentral gelegenen Stadtteil Malki der syrischen Hauptstadt Damaskus. Die Straßenadresse wurde angegeben als: Abdulmunem Al-Riad Street, Ecke Ebla Street, Malki, Damaskus.
Größere Bauunterhaltungsmaßnahmen an dem mehrgeschossigen bundeseigenen Gebäude wurden in der Regel von deutschen Firmen ausgeführt.

## Auftrag und Organisation
Die Deutsche Botschaft Damaskus hat den Auftrag, die deutsch-syrischen Beziehungen zu pflegen, die deutschen Interessen gegenüber der Regierung von Syrien zu vertreten und die Bundesregierung über Entwicklungen in Syrien zu unterrichten. Die deutschen Diplomaten sollen zudem zur Stabilisierung und zum Wiederaufbau des Landes beitragen.

## Geschichte
Das Deutsche Reich unterhielt von 1927 bis 1939 eine konsularische Vertretung in Damaskus. Syrien wurde am 17. April 1946 von Frankreich unabhängig. Die Bundesrepublik Deutschland eröffnete am 14. Oktober 1952 eine Gesandtschaft in Damaskus, die am 3. April 1958 nach dem Zusammenschluss Syriens mit Ägypten zur Vereinigten Arabischen Republik (VAR) in ein Generalkonsulat umgewandelt wurde. Aus diesem entstand durch erneute Umwandlung am 22. Oktober 1961 die Botschaft. Am 13. Mai 1965 wurden die diplomatischen Beziehungen abgebrochen und am 7. März 1974 mit Wiedereröffnung der Botschaft wieder aufgenommen. Während der Schließung fungierte Frankreich als Schutzmachtvertretung.
Die DDR unterhielt ab 1956 eine offizielle Handelsmission in Damaskus, die 1961 in eine konsularische Vertretung angehoben wurde. Am 5. Juni 1969 kam es zur Aufnahme diplomatischer Beziehungen mit Austausch von Botschaftern. Die Botschaft der DDR in Damaskus wurde 1990 mit Beitritt der DDR zur Bundesrepublik Deutschland geschlossen.
In Folge des syrischen Bürgerkriegs wurde die Botschaft am 22. Januar 2012 geschlossen. Entsandtes Personal war anschließend nicht mehr vor Ort. Nach dem Sturz von Baschar al-Assad besuchte am 17. Dezember 2024 eine Delegation des Auswärtigen Amts die leerstehende Liegenschaft der Deutschen Botschaft in Damaskus, um die Voraussetzungen für eine mögliche Wiedereröffnung zu prüfen.
Die Botschaft wurde am 20. März 2025 von Bundesaußenministerin Annalena Baerbock wiedereröffnet, wobei das Gebäude lediglich für zeitlich begrenzte Gespräche benutzt werden soll. Andere alltägliche Aufgaben finden vorerst an einem anderen, aus Sicherheitsgründen vertraulichen Ort statt. Geleitet wird die Vertretung zunächst von dem Diplomaten Stefan Schneck, der als Geschäftsträger fungiert. Ein Botschafter soll erst später benannt werden.